# الکساندر الکساندروف (بازیکن فوتبال، زاده ۱۹۸۸)
الکساندر الکساندروف (روسی: Александр Александрович Александров؛ زادهٔ ۱۴ مهٔ ۱۹۸۸) بازیکن فوتبال اهل روسیه است.